# Euphorbia godana
Euphorbia godana là một loài thực vật có hoa trong họ Đại kích. Loài này được Buddens., Lawant & Lavranos mô tả khoa học đầu tiên năm 2005.